# Hermann F. Böttcher
Hermann Fried Böttcher (* 1937) ist ein deutscher Psychologe, der wesentlich zur Institutionalisierung der Psychotherapie in der DDR beitrug.

## Leben
Böttcher erhielt im Jahr 1971 die Facultas Docendi für Psychologie an der Universität Leipzig. Von 1964 bis 1976 war er angestellter Psychologe in der Abteilung für Psychotherapie und Neurosenforschung derselben Universität, und von 1977 bis 2002 in der Klinik für Psychosomatik und Psychotherapie Dresden-Weißer Hirsch. Er war u. a. Mitbegründer der Sektion Dynamische Gruppenpsychotherapie der Gesellschaft für Ärztliche Psychotherapie. Er erforscht u. a. die Psychoprophylaxe in der Industrie sowie Gruppenstrukturen. Die Gesellschaft für Ärztliche Psychotherapie der DDR verlieh ihm die John-Rittmeister-Medaille.

## Schriften (Auswahl)
- Mit Uwe Kerner: Methoden in der Musikpsychologie. Peters, Frankfurt/London/New York/Leipzig 1978.
- Mitarbeit unter Christa Kohler u. a.: Kommunikative Psychotherapie. Mit einem Geleitwort von B. Schwarz. G. Fischer, Jena 1968.